# Inertie (jeu vidéo)
 (juin 2015).
Si vous disposez d'ouvrages ou d'articles de référence ou si vous connaissez des sites web de qualité traitant du thème abordé ici, merci de compléter l'article en donnant les références utiles à sa vérifiabilité et en les liant à la section « Notes et références ».
Pour les articles homonymes, voir Inertie (homonymie).
Inertie est un jeu vidéo édité par Ubisoft en 1987, et réalisé par trois personnes : Christophe Le Bouil (programmation), Patrick Daher (graphisme), Xavier Talgorn (musique).

## Description
Le joueur se déplace à bord d'un vaisseau sphérique armé d'un canon dans des cavernes souterraines. Le vaisseau a beaucoup d'inertie, ce qui rend son contrôle très difficile. Le joueur doit libérer des savants dans un labyrinthe rempli de pièges et d'espions. Pour distinguer les spationautes à libérer des espions, le joueur doit d'abord récupérer des disquettes réparties dans les galeries avant de consulter un ordinateur donnant la liste des espions.
Il y a 10 cavernes à explorer dans un temps limité par l'énergie du vaisseau. Un système de mot de passe permet d'accéder directement à la caverne que le joueur a laissé la dernière fois. 

## La gravité
Ce jeu est basé sur la gravité, et donc pour déplacer le vaisseau il suffit de pivoter le vaisseau et de donner une accélération contrôlée.
Le sens de la gravité peut changer, voire s'annuler. Par exemple, dans un endroit d'une caverne, au lieu d'avoir une gravité vers le bas, elle peut passer vers la gauche, la droite et même vers le haut.

## Récupération des savants
Quand tous les savants de la caverne ont été récupérés, un code est fourni pour passer à la caverne suivante.
Mais attention, parmi les savants, certains sont des espions. Et si par malheur on récupère un espion dans le vaisseau, alors les commandes du vaisseau sont inversées, et il devient donc très difficile à piloter. Par exemple, le haut et le bas sont inversés, ou bien la droite et la gauche.
Quand un espion a été identifié, il est alors préférable de le tuer à l'aide du canon du vaisseau.

## Support de diffusion
Ce jeu a été diffusé sur des supports « cassette » pour les ordinateurs Amstrad CPC 464, et au format disquette « 3 pouces » pour les CPC 664 et CPC 6128.